# Narasannapeta
Narasannapeta es una ciudad censal situada en el distrito de Srikakulam en el estado de Andhra Pradesh (India). Su población es de 26280 habitantes (2011). Se encuentra a 126 km de Visakhapatnam y a 20 km de Srikakulam. 

## Demografía
Según el censo de 2011 la población de Narasannapeta era de 26280 habitantes, de los cuales 12890 eran hombres y 13390 eran mujeres. Narasannapeta tiene una tasa media de alfabetización del 79,05%, superior a la media estatal del 67,02%: la alfabetización masculina es del 85,86%, y la alfabetización femenina del 75,57%.